# Federalist Papers

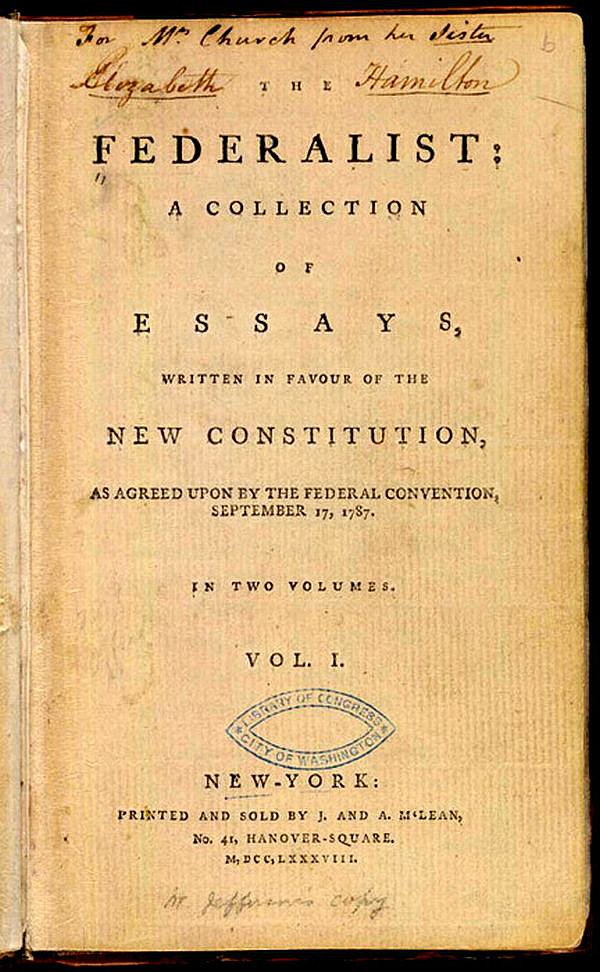
Titelblatt The Federalist, 1788

Die Federalist Papers sind eine Serie von 85 Artikeln, die 1787/88 in verschiedenen New Yorker Zeitungen veröffentlicht wurden und die Bevölkerung des Staats New York dazu bewegen sollten, der 1787 entworfenen aber noch nicht ratifizierten föderalen Verfassung der Vereinigten Staaten von Amerika zuzustimmen.
Die Autoren der Artikel, die in Anspielung auf den römischen Konsul Publius Valerius Poplicola unter dem gemeinsamen Pseudonym „Publius“ auftraten, waren Alexander Hamilton, James Madison und John Jay, drei der Gründerväter der Vereinigten Staaten. Ihre Texte erschienen noch 1788 gemeinsam in der Schrift The Federalist, von der sich ihr heutiger Name herleitet. Er bezieht sich auf die politische Gruppierung der Föderalisten, die in der Verfassungsdebatte dafür eintraten, die USA von einem lockeren Staatenbund in einen Bundesstaat mit einer starken, handlungsfähigen Exekutive auf Bundesebene umzuwandeln. Da dieser Standpunkt sich schließlich durchsetzte, gelten die Federalist Papers bis heute als authentischer Verfassungskommentar der Generation der Gründerväter und darüber hinaus als grundlegende theoretische Schrift der modernen, repräsentativen Demokratie.

## Geschichtlicher Hintergrund
Seit der Unabhängigkeitserklärung der Vereinigten Staaten am 4. Juli 1776 hatten die 13 ehemaligen britischen Kolonien einen lockeren Staatenbund gebildet, dessen Mitglieder grundsätzlich als souveräne Staaten galten. Ihr einziges gemeinsames und zentrales Organ war der Kontinentalkongress, der zugleich als Legislative und Exekutive fungierte und sich als schwerfällig und wenig handlungsfähig erwies. Er verfügte über keine eigenen Steuereinnahmen, und die Konföderationsartikel, die Vorläufer der heutigen Verfassung, schrieben bei allen Entscheidungen Einstimmigkeit vor.
Um diesen Mängeln abzuhelfen, wurde am 25. Mai 1787 die Philadelphia Convention einberufen, die Reformvorschläge ausarbeiten sollte. Stattdessen verabschiedeten die Delegierten am 18. September 1787 einen völlig neuen Verfassungsentwurf, der einen Bundesstaat mit einer gemeinsamen Exekutive und einem Präsidenten an der Spitze vorsah. Die Zentralregierung sollte vor allem die Kompetenzen der Einzelstaaten in Fragen der Außenpolitik, des Außenhandels und der Landesverteidigung übernehmen.
Der Konvent legte den Entwurf dem Konföderationskongress vor und empfahl gleichzeitig, dass in den einzelnen Bundesstaaten eigene Konvente über die Ratifizierung beraten sollten. Während die Konföderationsartikel für Ergänzungen Einstimmigkeit im Kongress und den gesetzgebenden Versammlungen der Einzelstaaten verlangte, legte Artikel VII des Verfassungsentwurfs fest, dass „eine Ratifizierung durch neun Staaten ausreichend für die Einrichtung der Verfassung“ sein sollte. Am 28. September 1787 fasste der Kongress den Beschluss, die Verfassung in einzelnen Konventen in allen dreizehn Staaten zur Abstimmung zu stellen. Damit war die erste nationale Volksabstimmung in der amerikanischen Geschichte eingeleitet, und eine der bedeutendsten nationalen Debatten setzte ein.
Von den drei Delegierten des Staates New York hatten zwei, Robert Yates und John Lansing, die Philadelphia Convention schon im Juli wieder verlassen, weil sie der Ansicht waren, die Rechte der Einzelstaaten würden verletzt. Der Konvent überschreite mit dem Verfassungsentwurf, vor allem mit der Idee einer starken Zentralregierung, den Auftrag des Kontinentalkongresses. Unterstützt wurden Yates und Lansing vom ersten Gouverneur von New York, George Clinton. Alle drei befürworteten eine starke Stellung der Einzelstaaten. Schon vor ihrer Abreise hatten sie den dritten Delegierten, Alexander Hamilton, der für eine starke Zentralregierung eintrat, regelmäßig überstimmt, da jeder Staat im Konvent nur eine Stimme besaß. Danach konnte Hamilton zwar noch in der Convention sprechen, doch nicht mehr im Namen des Staates New York abstimmen.
Schon kurz nachdem Yates und Lansing die Convention verlassen hatten, erschienen erste Briefe in den New Yorker Zeitungen, die den Abgeordneten in Philadelphia vorwarfen, ihre Kompetenzen zu überschreiten und die Konföderationsartikel sowie die Ideale der Revolution von 1776 zu verraten. Gouverneur Clinton sprach sich unter dem Pseudonym „Cato“, Robert Yates als „Brutus“ in den Anti-Federalist Papers gegen die Ratifizierung aus. Für „Cato“ hatten die Delegierten weder Auftrag noch Legitimation für ihren Verfassungsentwurf. „Cato“ und „Brutus“ stützten ihre Argumentation auf Montesquieu, der in seinem Werk Vom Geist der Gesetze (Genf, 1748) die These aufgestellt hatte, dass eine Republik nur auf kleinem Territorium erfolgreich bestehen könne.
Darüber hinaus war eine gemeinsame nationale Identität erst schwach ausgebildet; die meisten Einwohner der 13 Staaten betrachteten sich selbst in erster Linie z. B. als Virginier oder New Yorker, nicht als Amerikaner. Die Autoren befürchteten, die Abkehr von den Einzelstaatsrechten werde einer neuen Tyrannei Tür und Tor öffnen. Eine weit entfernte Zentralregierung lasse sich kaum noch demokratisch kontrollieren und fördere damit die Korruption. Dazu kam, dass die Gründung eines so großen, demokratisch verfassten Bundesstaats ein Experiment darstellte, das es in der Weltgeschichte bis dahin noch nicht gegeben hatte. Sie befürchteten zudem, dass die Interessen der kleineren Staaten in einem solchen System untergehen könnten.
Am 27. Oktober 1787 erschien der erste Artikel der Federalist Papers. Deren Verfasser argumentierten, dass eine starke, bundesstaatliche Exekutive keinen Verrat an den Idealen der Amerikanischen Revolution, sondern im Gegenteil deren endgültige Sicherung darstellte. Sie erläuterten die Notwendigkeit der neuen Verfassung, ihre Vorteile gegenüber den Konföderationsartikeln, die Rechte, Funktionen und Beschränkungen der einzelnen Staatsorgane – z. B. des Präsidentenamts – sowie das System der Checks and Balances, das für eine demokratische Selbstkontrolle der Macht sorgen sollte.

## Urheberschaft und Inhalt

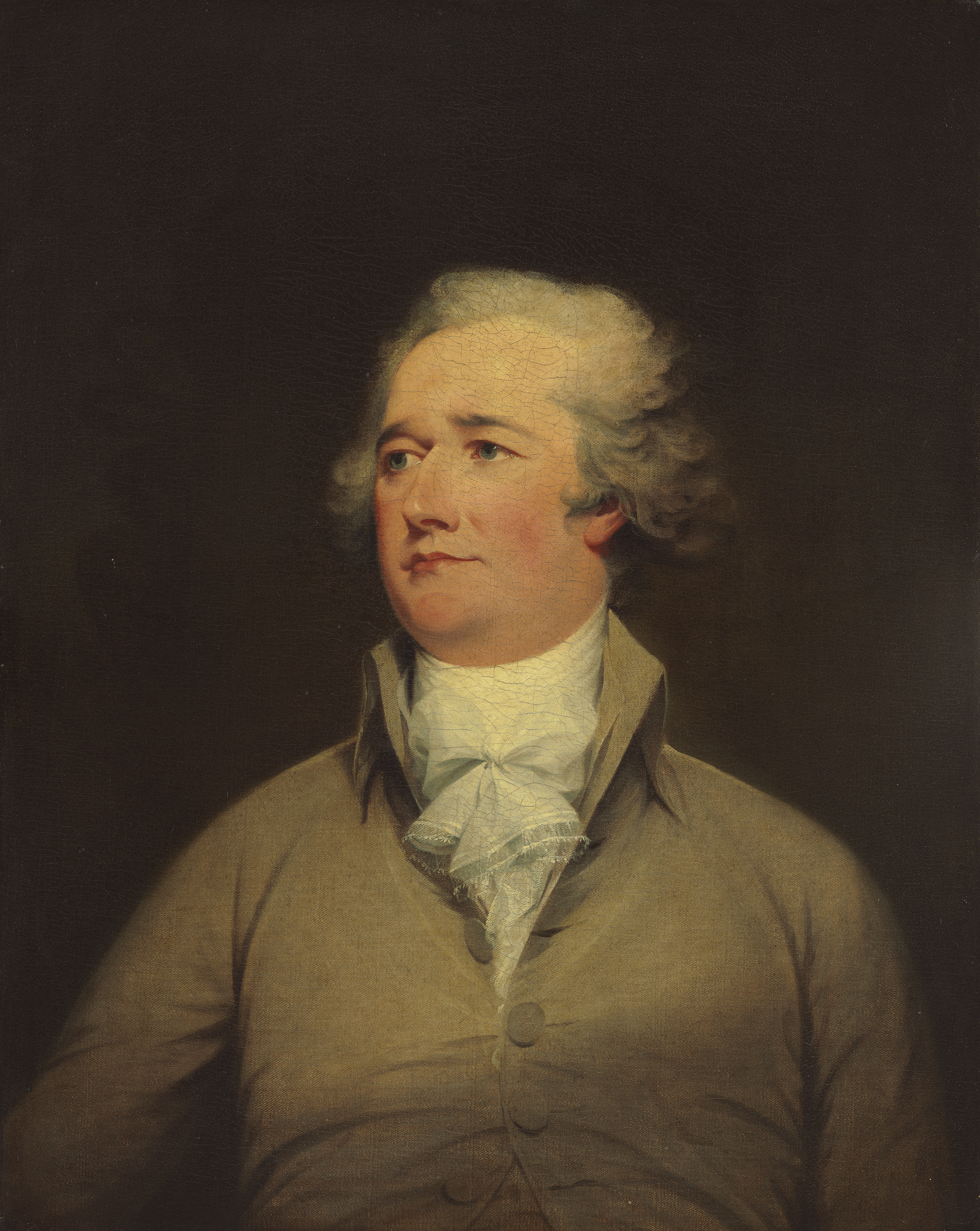
Alexander Hamilton, verfasste den überwiegenden Teil der Artikel.

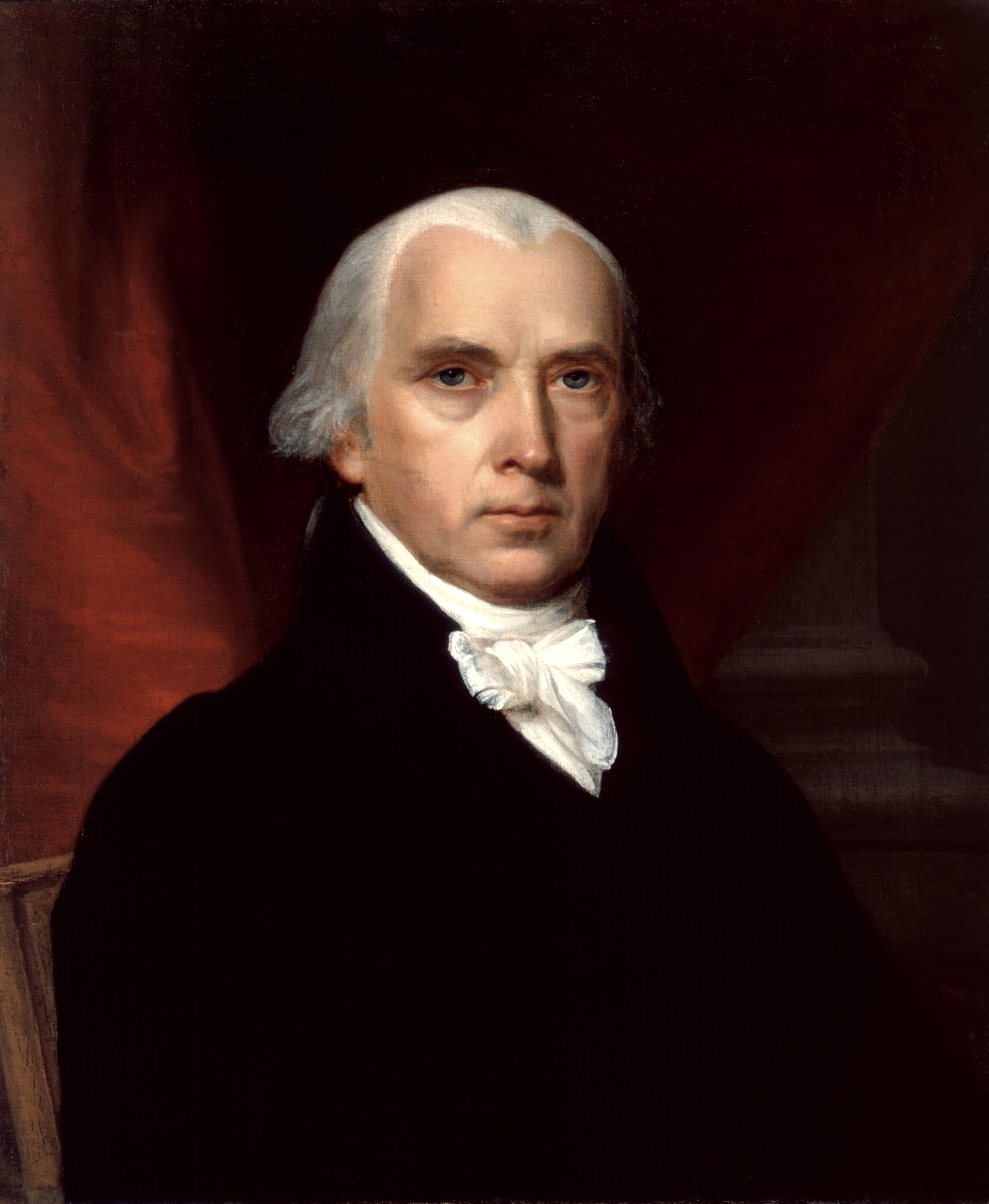
James Madison wurde 1808 zum 4. Präsidenten der USA gewählt.

John Jay übte ab 1789 als erster das Amt des obersten Bundesrichters der USA aus.

Die drei Autoren schrieben unter dem gemeinsamen Pseudonym Publius, blieben aber zunächst anonym. Erst in der französischen Erstausgabe von 1792 wurden Hamilton, Madison und Jay namentlich genannt. Jeder von ihnen hatte gewisse Themenschwerpunkte, aber bis heute ist die Urheberschaft nicht für jeden Artikel endgültig geklärt. Hamilton und Madison fertigten zwar im Nachhinein Autorenlisten an. Diese wichen aber stark voneinander ab. Daher unterzogen die Mathematiker Frederick Mosteller und David Wallace 1964 zwölf Essays mit umstrittener Autorschaft einer statistischen Textanalyse auf der Basis des Satzes von Bayes. Sie entdeckten dabei starke Korrelationen zwischen Stilmerkmalen der Autoren und den jeweiligen Texten.
Der Großteil der veröffentlichten Essays, vermutlich 51, stammt wohl aus der Feder von Alexander Hamilton, 1787 Mitglied des New Yorker Staatsparlaments und Delegierter des Verfassungskonvents von Philadelphia. Sein Interesse an Politik und politischer Philosophie galt unverkennbar auch der wirtschaftlichen Seite: Er gilt in der Literatur als Verfechter der liberalen Wirtschaftstheorie von Adam Smith. Dies findet in den von ihm verfassten Essays seinen deutlichen Niederschlag. Einige davon behandeln die wirtschaftlichen Aspekte der neuen Verfassung, insbesondere die ökonomischen Möglichkeiten und Chancen einer Union im Vergleich mit einer Konföderation. Darüber hinaus spricht aus den Hamilton zugeschriebenen Artikeln dessen grundsätzlicher Glaube an die befriedende Wirkung einer Union, aber auch seine Ablehnung sowohl monarchistischer Tendenzen als auch einer reinen „democracy“. Die Autoren der Federalist Papers unterschieden nämlich zwischen „democracy“ und „republic“ als Formen der Volksherrschaft. Unter „democracy“ verstanden sie eine „Tyrannei der Mehrheit“, die sie scharf ablehnten, weil Minderheiten in ihr keinen ausreichenden Schutz genössen. Ihr Begriff der „republic“ unterscheidet sich davon wesentlich durch das Prinzip der Repräsentation, während „democracy“ nach ihrer Definition der direkten Demokratie entspricht, wie sie in einigen griechischen Stadtstaaten der Antike verwirklicht worden ist. Nach heutiger Auffassung ist Hamilton also durchaus als Demokrat zu bezeichnen, da die Begriffe „Demokratie“ und „Republik“ heute andere Bedeutungen haben als zu seiner Zeit.
James Madison, der 1809 Thomas Jefferson als vierter Präsident der USA nachfolgen sollte, war bereits 1776 an der Verfassung und der Bill of Rights für den Staat Virginia beteiligt gewesen. Von 1780 bis 1783 hatte er Virginia im Kontinentalkongress vertreten. Er gilt in der Historischen Forschung als einer der Initiatoren des Verfassungskonvents von Philadelphia. Der Großteil seiner Beiträge zu den Federalist Papers beschäftigte sich mit der inneren Ausgestaltung der Unionsverfassung. Dazu gehört auch der bekannteste Artikel, Federalist Nr. 10, der Pluralismus, Parteibildung und Interessensgruppierungen, ihre Ursprünge und Legitimationen behandelt. Madison vertrat die These einer Beschränkung der Bundesregierung auf die notwendigsten Bereiche. Aus eben diesem Grund sollte er sich Jahre später von Hamilton und der Partei der Föderalisten abwenden und zusammen mit Thomas Jefferson die erste Opposition begründen. Ihrer Meinung nach hatte die Regierung, als deren Finanzminister Hamilton die Gründung einer Nationalbank betrieb, ihre Befugnisse zu weit interpretiert.
Der dritte Autor war John Jay, Richter, US-Außenminister und später Gouverneur des Staates New York. Obwohl er nach der Abfassung von nur fünf Artikeln erkrankte und danach keine weiteren schrieb, darf sein Anteil an den Federalist Papers nicht unterschätzt werden: In den vermutlich von ihm verfassten Artikeln 2–5 schrieb er ein Leitbild amerikanischer Außenpolitik fest.
Dass drei Autoren an den Federalist Papers schrieben, die nicht zwangsläufig in allen Dingen der gleichen Meinung waren, führte zu manchen kleineren Abweichungen zwischen den einzelnen Briefen des Publius. Manche der Artikel wurden von zwei Autoren gemeinsam verfasst; Artikel, an denen alle drei beteiligt waren, gibt es nach vorherrschender Auffassung nicht.

## Veröffentlichungsgeschichte
Die ersten 36 Artikel wurden im März 1788 vom New Yorker Verlag J. & A. McLean gesammelt herausgegeben, im Mai folgte der zweite Band mit den Artikeln 37 bis 85. Nr. 78 bis 85 wurden hier erstmals veröffentlicht und erschienen erst danach auch als Zeitungsartikel. Eine französische Übersetzung von 1792 nannte zum ersten Mal die Autoren. Die amerikanische Ausgabe von Hopkins, 1802, gab die Namen der Verfasser an, jedoch untersagte Madison die Angabe der Autoren der einzelnen Artikel. 1810 erschien eine solche Ausgabe auf der Grundlage einer Autorenliste Hamiltons. Die Ausgabe von Jacob Gideon, 1818, nutzte eine Liste Madisons, die sich von der Hamiltons unterschied. Beide Herausgeber hatten zudem – mit dem Einverständnis der Verfasser – die originalen Artikeltexte überarbeitet. 1863 veröffentlichte Henry Dawson eine authentische Textausgabe. Jacob E. Cooke gab 1961 den Text der Erstveröffentlichungen heraus.
Eine komplette deutschsprachige Ausgabe der Federalist Papers liegt erst seit 1993 vor. Ihre Rezeption in Deutschland setzte aber bereits 200 Jahre früher ein: 1792 veröffentlichte die Göttinger Allgemeine Litteratur-Zeitung eine Besprechung der im selben Jahr erschienenen französischen Übersetzung. In alle deutschen Verfassungsdebatten – sei es über die Paulskirchen- und die Weimarer Reichsverfassung oder über das Grundgesetz – spielten die Federalist Papers eine Rolle. Obwohl sie also in juristischen, philosophischen und historischen Fachkreisen seit jeher rezipiert werden, sind diese grundlegenden Texte der demokratischen Staatstheorie im allgemeinen deutschen Bewusstsein kaum verankert.

## Heutige Bedeutung
Die 1787–1788 erschienenen Federalist Papers genießen in den USA auch heute noch große Popularität. Das liegt nicht zuletzt an ihrem Charakter als zeit- und damit intentionsnaher Interpretation der bis heute gültigen Verfassung. Sie gelten als philosophische Grundlage nicht nur des amerikanischen Staatsverständnisses, sondern des modernen, westlichen Demokratieverständnisses allgemein. Das in ihnen beschriebene Prinzip der Checks and Balances, der drei sich gegenseitig kontrollierenden und ausgleichenden Staatsgewalten, kam in dieser Ausformung nur in den USA zur Anwendung. Es gewann aber Vorbildfunktion für demokratische Verfassungen in der ganzen Welt. Die Autoren der Federalist Papers gelten daher auch als Wegbereiter des modernen, demokratisch verfassten Bundesstaates.
In der US-amerikanischen Politikwissenschaft spielen die Federalist Papers als theoretisch-philosophische Betrachtung einer Verfassung unter den Gesichtspunkten der Souveränitäts- und Vertragstheorie von Charles de Montesquieu sowie dem Eigentumsbegriff von John Locke eine wichtige Rolle. Vertrat Montesquieu noch die Meinung, republikanische Staatsordnungen eigneten sich nur für kleine überschaubare Einheiten wie etwa die griechischen Stadtstaaten der Antike, so entwickelten die Federalists seine Ideen weiter und wandten sie erstmals in der Geschichte auf einen großen Flächenstaat mit einer Bevölkerung an, in der nicht mehr jeder jeden kennen und – sofern er Macht ausübte – kontrollieren konnte. Mit ihrer Pluralismustheorie nahmen die Autoren der Federalist Papers die Gegenposition zur Identitätstheorie der Demokratie ein, deren Hauptvertreter Jean-Jacques Rousseau war. In Artikel 10 der Federalist Papers findet sich eine Parallele zu David Humes Essay Idea of a Perfect Commonwealth. Hume argumentiert darin, dass Größe einem freiheitlichen Gemeinwesen Vorteile bringe, weil die damit verbundene Vielfalt die Bildung von Mehrheiten gegen Minderheiten erschwere.

## Liste der Federalist Papers
Im Folgenden sind die 85 Federalist Papers in der zeitlichen Abfolge ihres Erscheinens aufgelistet. Die jeweilige Autorenschaft wird durch die unterschiedliche farbliche Unterlegung gekennzeichnet. Die Artikel 18, 19 und 20, häufig als gemeinsames Werk von Hamilton und Madison betrachtet, werden von Historikern heute zumeist Madison allein zugeschrieben:

“Madison had certainly written all of the essays himself, including in revised form only a small amount of pertinent information submitted by Hamilton from his rather sketchy research on the same subject.”

Des Weiteren ist die Autorenschaft der Artikel 49–53, 62 und 63 umstritten. Da die jüngste wissenschaftliche Literatur nahelegt, dass diese 12 Artikel ebenfalls von Madison stammen, sind sie in der Tabelle entsprechend farblich markiert.
| Nr. | Veröffentlicht in     | Datum der Veröffentlichung                  | Englischer Titel | Autor              |
| --- | --------------------- | ------------------------------------------- | --- | ------------------ |
| 1   | Independent Journal   | 27. Oktober 1787                            | General Introduction | Alexander Hamilton |
| 2   | Independent Journal   | 31. Oktober 1787                            | Concerning Dangers from Foreign Force and Influence                                                                      | John Jay           |
| 3   | Independent Journal   | 3. November 1787                            | The Same Subject Continued: Concerning Dangers from Foreign Force and Influence                                          | John Jay           |
| 4   | Independent Journal   | 7. November 1787                            | The Same Subject Continued: Concerning Dangers from Foreign Force and Influence                                          | John Jay           |
| 5   | Independent Journal   | 10. November 1787                           | The Same Subject Continued: Concerning Dangers from Foreign Force and Influence                                          | John Jay           |
| 6   | Independent Journal   | 14. November 1787                           | Concerning Dangers from Dissensions Between the States                                                                   | Alexander Hamilton |
| 7   | Independent Journal   | 15. November 1787                           | The Same Subject Continued: Concerning Dangers from Dissensions Between the States                                       | Alexander Hamilton |
| 8   | New York Packet       | 20. November 1787                           | The Consequences of Hostilities Between the States                                                                       | Alexander Hamilton |
| 9   | Independent Journal   | 21. November 1787                           | The Union as a Safeguard Against Domestic Faction and Insurrection                                                       | Alexander Hamilton |
| 10  | New York Packet       | 22. November 1787                           | The Same Subject Continued: The Union as a Safeguard Against Domestic Faction and Insurrection                           | James Madison      |
| 11  | Independent Journal   | 24. November 1787                           | The Utility of the Union in Respect to Commercial Relations and a Navy                                                   | Alexander Hamilton |
| 12  | New York Packet       | 27. November 1787                           | The Utility of the Union In Respect to Revenue                                                                           | Alexander Hamilton |
| 13  | Independent Journal   | 28. November 1787                           | Advantage of the Union in Respect to Economy in Government                                                               | Alexander Hamilton |
| 14  | New York Packet       | 30. November 1787                           | Objections to the Proposed Constitution From Extent of Territory Answered                                                | James Madison      |
| 15  | Independent Journal   | 1. Dezember 1787                            | The Insufficiency of the Present Confederation to Preserve the Union                                                     | Alexander Hamilton |
| 16  | New York Packet       | 4. Dezember 1787                            | The Same Subject Continued: The Insufficiency of the Present Confederation to Preserve the Union                         | Alexander Hamilton |
| 17  | Independent Journal   | 5. Dezember 1787                            | The Same Subject Continued: The Insufficiency of the Present Confederation to Preserve the Union                         | Alexander Hamilton |
| 18  | Independent Journal   | 7. Dezember 1787                            | The Same Subject Continued: The Insufficiency of the Present Confederation to Preserve the Union                         | James Madison      |
| 19  | Independent Journal   | 8. Dezember 1787                            | The Same Subject Continued: The Insufficiency of the Present Confederation to Preserve the Union                         | James Madison      |
| 20  | New York Packet       | 11. Dezember 1787                           | The Same Subject Continued: The Insufficiency of the Present Confederation to Preserve the Union                         | James Madison      |
| 21  | Independent Journal   | 12. Dezember 1787                           | Other Defects of the Present Confederation                                                                               | Alexander Hamilton |
| 22  | New York Packet       | 14. Dezember 1787                           | The Same Subject Continued: Other Defects of the Present Confederation                                                   | Alexander Hamilton |
| 23  | New York Packet       | 18. Dezember 1787                           | The Necessity of a Government as Energetic as the One Proposed to the Preservation of the Union                          | Alexander Hamilton |
| 24  | Independent Journal   | 19. Dezember, 1787                          | The Powers Necessary to the Common Defense Further Considered                                                            | Alexander Hamilton |
| 25  | New York Packet       | 21. Dezember 1787                           | The Same Subject Continued: The Powers Necessary to the Common Defense Further Considered                                | Alexander Hamilton |
| 26  | Independent Journal   | 22. Dezember 1787                           | The Idea of Restraining the Legislative Authority in Regard to the Common Defense Considered                             | Alexander Hamilton |
| 27  | New York Packet       | 25. Dezember 1787                           | The Same Subject Continued: The Idea of Restraining the Legislative Authority in Regard to the Common Defense Considered | Alexander Hamilton |
| 28  | Independent Journal   | 26. Dezember 1787                           | The Same Subject Continued: The Idea of Restraining the Legislative Authority in Regard to the Common Defense Considered | Alexander Hamilton |
| 29  | Daily Advertiser      | 9. Januar 1788                              | Concerning the Militia                                                                                                   | Alexander Hamilton |
| 30  | New York Packet       | 28. Dezember 1787                           | Concerning the General Power of Taxation                                                                                 | Alexander Hamilton |
| 31  | New York Packet       | 1. Januar 1788                              | The Same Subject Continued: Concerning the General Power of Taxation                                                     | Alexander Hamilton |
| 32  | Daily Advertiser      | 2. Januar 1788                              | The Same Subject Continued: Concerning the General Power of Taxation                                                     | Alexander Hamilton |
| 33  | Daily Advertiser      | 2. Januar 1788                              | The Same Subject Continued: Concerning the General Power of Taxation                                                     | Alexander Hamilton |
| 34  | New York Packet       | 5. Januar 1788                              | The Same Subject Continued: Concerning the General Power of Taxation                                                     | Alexander Hamilton |
| 35  | Independent Journal   | 5. Januar 1788                              | The Same Subject Continued: Concerning the General Power of Taxation                                                     | Alexander Hamilton |
| 36  | New York Packet       | 8. Januar 1788                              | The Same Subject Continued: Concerning the General Power of Taxation                                                     | Alexander Hamilton |
| 37  | Daily Advertiser      | 11. Januar 1788                             | Concerning the Difficulties of the Convention in Devising a Proper Form of Government                                    | James Madison      |
| 38  | New York Packet       | 12. Januar 1788                             | The Same Subject Continued, and the Incoherence of the Objections to the New Plan Exposed                                | James Madison      |
| 39  | Independent Journal   | 18. Januar 1788                             | The Conformity of the Plan to Republican Principles                                                                      | James Madison      |
| 40  | New York Packet       | 18. Januar 1788                             | The Powers of the Convention to Form a Mixed Government Examined and Sustained                                           | James Madison      |
| 41  | Independent Journal   | 19. Januar 1788                             | General View of the Powers Conferred by the Constitution                                                                 | James Madison      |
| 42  | New York Packet       | 22. Januar 1788                             | The Powers Conferred by the Constitution Further Considered                                                              | James Madison      |
| 43  | Independent Journal   | 23. Januar 1788                             | The Same Subject Continued: The Powers Conferred by the Constitution Further Considered                                  | James Madison      |
| 44  | New York Packet       | 25. Januar 1788                             | Restrictions on the Authority of the Several States                                                                      | James Madison      |
| 45  | Independent Journal   | 26. Januar 1788                             | The Alleged Danger From the Powers of the Union to the State Governments Considered                                      | James Madison      |
| 46  | New York Packet       | 29. Januar 1788                             | The Influence of the State and Federal Governments Compared                                                              | James Madison      |
| 47  | New York Packet       | 30. Januar 1788                             | The Particular Structure of the New Government and the Distribution of Power Among Its Different Parts                   | James Madison      |
| 48  | New York Packet       | 1. Februar 1788                             | These Departments Should Not Be So Far Separated as to Have No Constitutional Control Over Each Other                    | James Madison      |
| 49  | Independent Journal   | 2. Februar 1788                             | Method of Guarding Against the Encroachments of Any One Department of Government                                         | James Madison      |
| 50  | New York Packet       | 5. Februar 1788                             | Periodic Appeals to the People Considered                                                                                | James Madison      |
| 51  | Independent Journal   | 6. Februar 1788                             | The Structure of the Government Must Furnish the Proper Checks and Balances Between the Different Departments            | James Madison      |
| 52  | New York Packet       | 8. Februar 1788                             | The House of Representatives                                                                                             | James Madison      |
| 53  | Independent Journal   | 9. Februar 1788                             | The Same Subject Continued: The House of Representatives                                                                 | James Madison      |
| 54  | New York Packet       | 12. Februar 1788                            | The Apportionment of Members Among the States                                                                            | James Madison      |
| 55  | Independent Journal   | 13. Februar 1788                            | The Total Number of the House of Representatives                                                                         | James Madison      |
| 56  | Independent Journal   | 16. Februar 1788                            | The Same Subject Continued: The Total Number of the House of Representatives                                             | James Madison      |
| 57  | New York Packet       | 19. Februar 1788                            | The Alleged Tendency of the New Plan to Elevate the Few at the Expense of the Many                                       | James Madison      |
| 58  | Independent Journal   | 20. Februar 1788                            | Objection That The Number of Members Will Not Be Augmented as the Progress of Population Demands Considered              | James Madison      |
| 59  | New York Packet       | 22. Februar 1788                            | Concerning the Power of Congress to Regulate the Election of Members                                                     | Alexander Hamilton |
| 60  | Independent Journal   | 23. Februar 1788                            | The Same Subject Continued: Concerning the Power of Congress to Regulate the Election of Members                         | Alexander Hamilton |
| 61  | New York Packet       | 26. Februar 1788                            | The Same Subject Continued: Concerning the Power of Congress to Regulate the Election of Members                         | Alexander Hamilton |
| 62  | Independent Journal   | 27. Februar 1788                            | The Senate | James Madison      |
| 63  | Independent Journal   | 1. März 1788                                | The Senate Continued | James Madison      |
| 64  | Independent Journal   | 5. März 1788                                | The Powers of the Senate                                                                                                 | John Jay           |
| 65  | New York Packet       | 7. März 1788                                | The Powers of the Senate Continued                                                                                       | Alexander Hamilton |
| 66  | Independent Journal   | 8. März 1788                                | Objections to the Power of the Senate To Set as a Court for Impeachments Further Considered                              | Alexander Hamilton |
| 67  | New York Packet       | 11. März 1788                               | The Executive Department                                                                                                 | Alexander Hamilton |
| 68  | Independent Journal   | 12. März 1788                               | The Mode of Electing the President                                                                                       | Alexander Hamilton |
| 69  | New York Packet       | 14. März 1788                               | The Real Character of the Executive                                                                                      | Alexander Hamilton |
| 70  | Independent Journal   | 15. März 1788                               | The Executive Department Further Considered                                                                              | Alexander Hamilton |
| 71  | New York Packet       | 18. März 1788                               | The Duration in Office of the Executive                                                                                  | Alexander Hamilton |
| 72  | Independent Journal   | 19. März 1788                               | The Same Subject Continued, and Re-Eligibility of the Executive Considered                                               | Alexander Hamilton |
| 73  | New York Packet       | 21. März 1788                               | The Provision For The Support of the Executive, and the Veto Power                                                       | Alexander Hamilton |
| 74  | New York Packet       | 25. März 1788                               | The Command of the Military and Naval Forces, and the Pardoning Power of the Executive                                   | Alexander Hamilton |
| 75  | Independent Journal   | 26. März 1788                               | The Treaty Making Power of the Executive                                                                                 | Alexander Hamilton |
| 76  | New York Packet       | 1. April 1788                               | The Appointing Power of the Executive                                                                                    | Alexander Hamilton |
| 77  | Independent Journal   | 2. April 1788                               | The Appointing Power Continued and Other Powers of the Executive Considered                                              | Alexander Hamilton |
| 78  | - Independent Journal | 28. Mai 1788 (Buch) 14. Juni 1788 (Zeitung) | The Judiciary Department                                                                                                 | Alexander Hamilton |
| 79  | - Independent Journal | 28. Mai 1788 (Buch) 18. Juni 1788 (Zeitung) | The Judiciary Continued                                                                                                  | Alexander Hamilton |
| 80  | Independent Journal   | 21. Juni 1788                               | The Powers of the Judiciary                                                                                              | Alexander Hamilton |
| 81  | Independent Journal   | 25. Juni 1788 28. Juni 1788                 | The Judiciary Continued, and the Distribution of the Judicial Authority                                                  | Alexander Hamilton |
| 82  | Independent Journal   | 2. Juli 1788                                | The Judiciary Continued                                                                                                  | Alexander Hamilton |
| 83  | Independent Journal   | 5. Juli 1788 9. Juli 1788 12. Juli 1788     | The Judiciary Continued in Relation to Trial by Jury                                                                     | Alexander Hamilton |
| 84  | Independent Journal   | 16. Juli 1788 26. Juli 1788 9. August 1788  | Certain General and Miscellaneous Objections to the Constitution Considered and Answered                                 | Alexander Hamilton |
| 85  | Independent Journal   | 13. August 1788 16. August 1788             | Concluding Remarks | Alexander Hamilton |